# Place Jacques-Demy
La place Jacques-Demy est une voie située dans le quartier du Petit-Montrouge du 14e arrondissement de Paris.

## Situation et accès
La place Jacques-Demy est desservie à proximité la ligne 4 à la station Mouton-Duvernet.

## Origine du nom
Son nom actuel a été attribué à cette place en 2000, en hommage au cinéaste Jacques Demy (1931-1990), habitant de l'arrondissement avec son épouse, la photographe et réalisatrice de cinéma Agnès Varda (1928-2019).

## Historique
L'origine du marché alimentaire qui se tient deux fois par semaine sur la place Jacques-Demy remonte au milieu du XIXe siècle. Inauguré en octobre 1857 au Petit-Montrouge (alors territoire de la commune de Montrouge), il était établi face à la nouvelle mairie de Montrouge sous la dénomination « marché de la place de la Mairie ». Il occupait, en bordure de la rue Brézin, toute la partie sud de cette place, ultérieurement renommée « place du marché de Montrouge ».
Dans les dernières décennies du XXe siècle, le « marché de la Création » se tenait les dimanches à l'emplacement de l'actuelle place Jacques-Demy. Il est à présent installé boulevard Edgar-Quinet.
La voie prend sa dénomination actuelle le 12 décembre 2000.

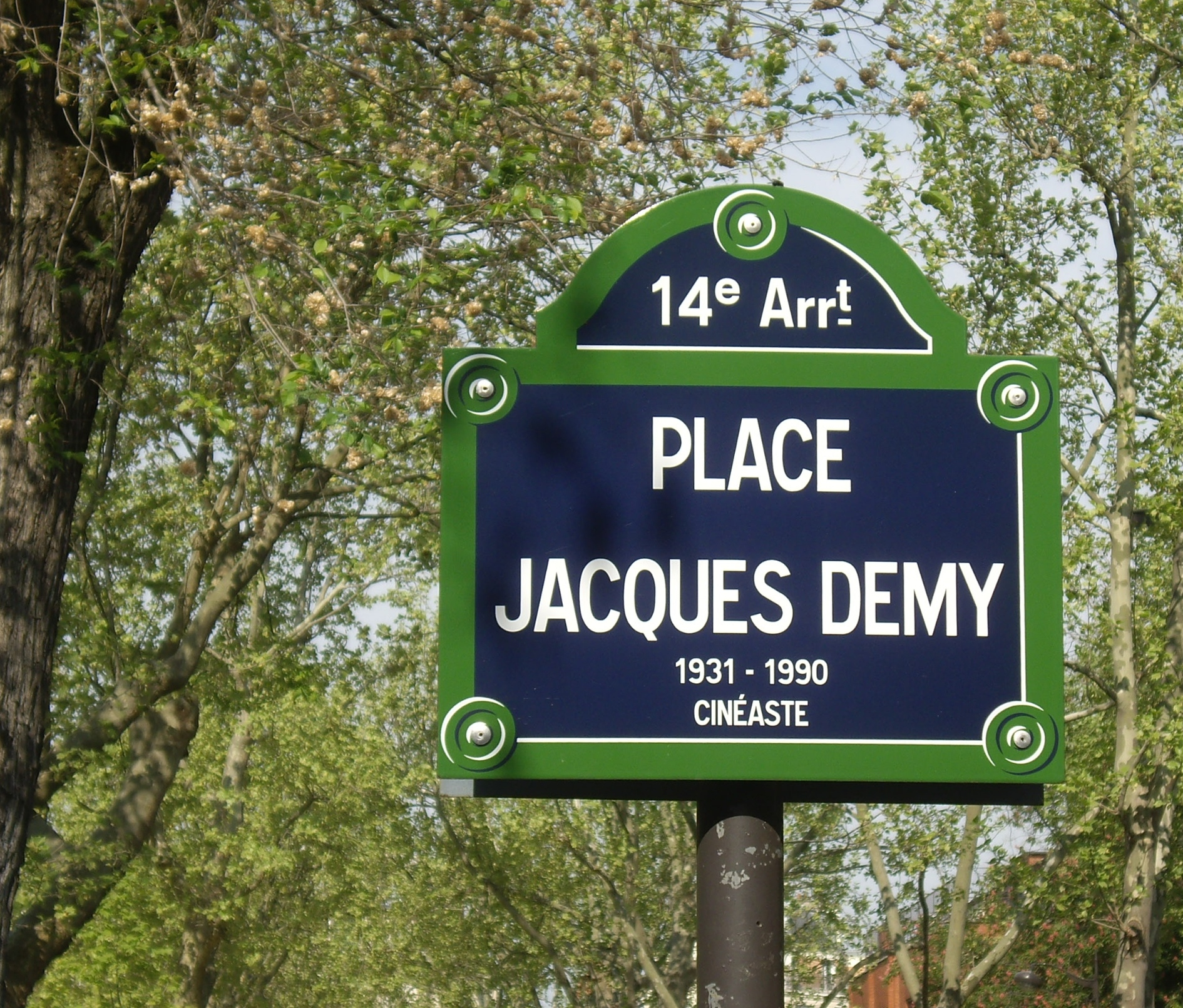
La plaque.
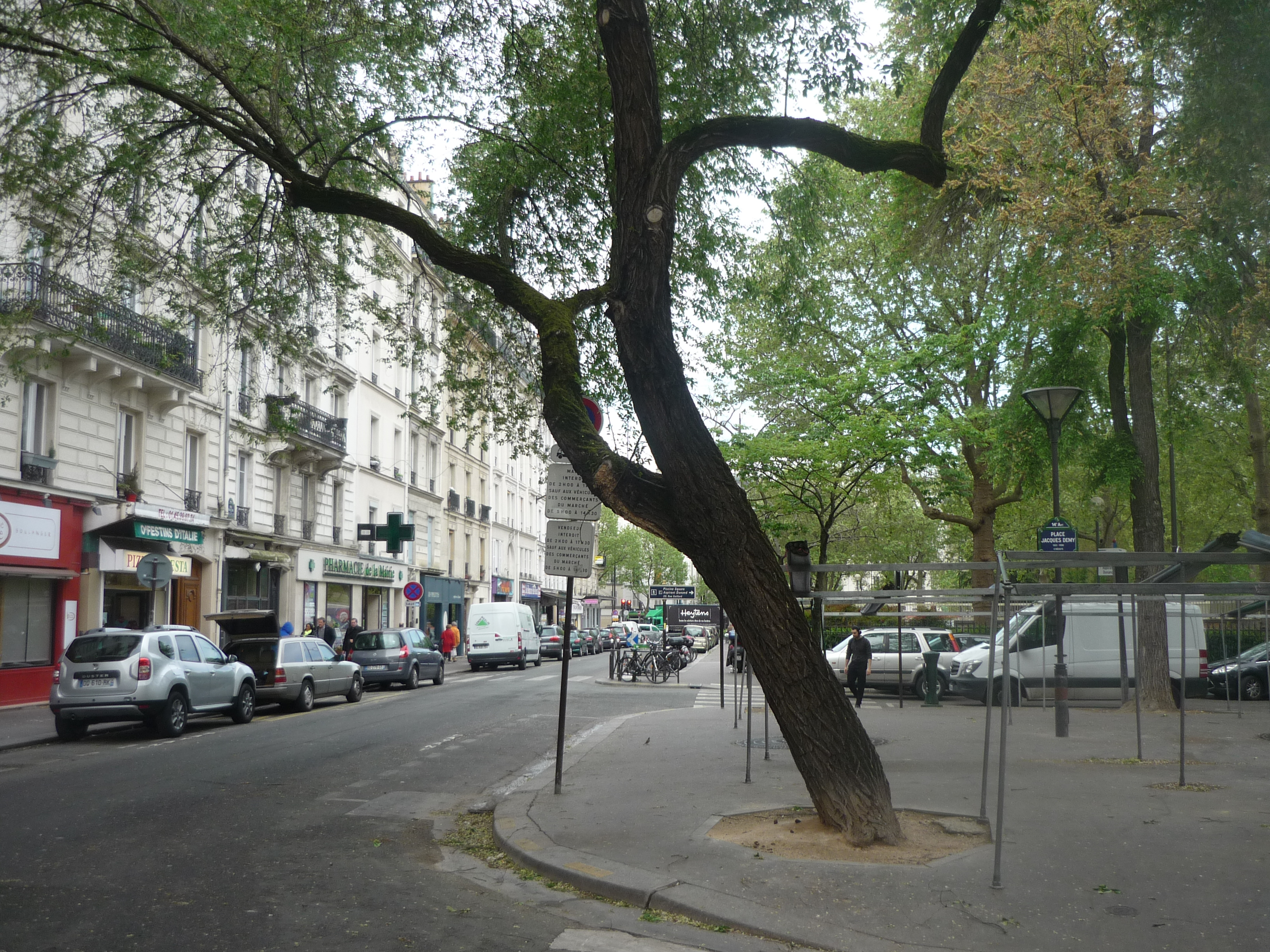
Arbre penché.

## Bâtiments remarquables et lieux de mémoire
- Le square de l'Aspirant-Dunand
- Le square Ferdinand-Brunot
- En juillet 2024, la section située de la rue Mouton-Duvernet entre la rue Pierre-Castagnou et rue Saillard devient l'allée Françoise-d'Eaubonne. Piétonne et végétalisée, elle donne sur la place. Elle fait la continuité entre les deux squares.
- En décembre 2024, sur la façade sud de l'école élémentaire Agnès-Varda, faisant face à la place Jacques-Demy, une peinture murale (Peau d'âne, Les Parapluies de Cherbourg, Les Demoiselles de Rochefort) est réalisée comme projet du conseil de quartier Mouton Duvernet du 14e arrondissement par la street-artiste Alice Wietzel, en hommage au cinéaste-réalisateur Jacques Demy.